# Jan Polkowski

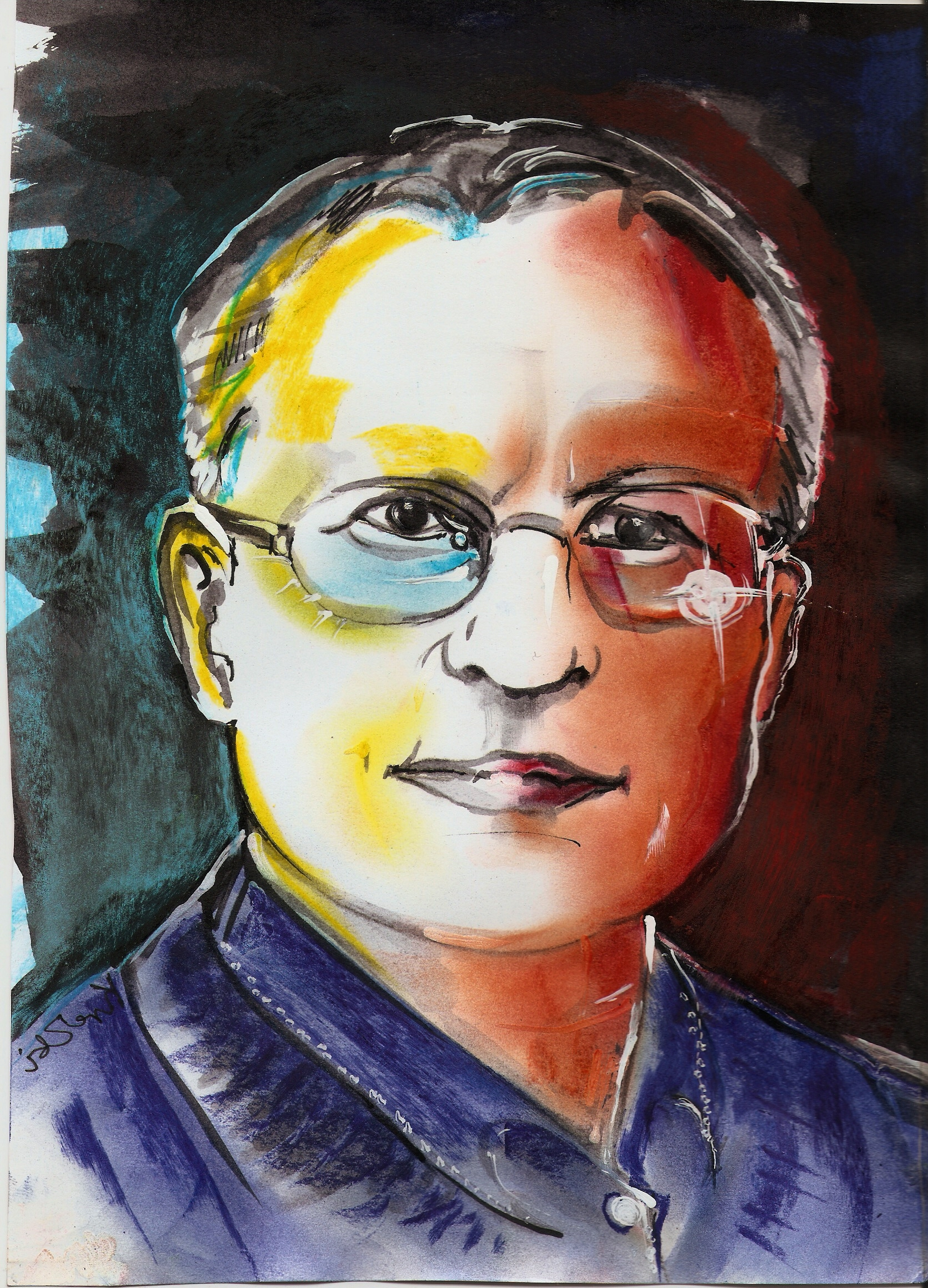
Porträt von Jan Polkowski (angefertigt von Zbigniew Kresowaty)

Jan Polkowski (* 10. Januar 1953 in Bierutów) ist ein polnischer Lyriker und Redakteur.

## Leben
Polkowski besuchte das Gymnasium in Nowa Huta. Nach dem Abitur 1972 studierte er Polonistik an der Jagiellonen-Universität in Krakau. Während seines Studiums engagierte er sich im Studentenkomitee Solidarność. Als Lyriker debütierte er mit Gedichten in der Zeitschrift Zapis. 1979 heiratete er die Archäologin Anna Petrycka. Mit Tadeusz Nyczek und Andrzej Sulikowski gründete er 1981 den illegalen Verlag Wydawnictwo ABC in Krakau, der nach dem Ausruf des Kriegsrechts im Dezember 1981 aufgelöst wurde. Da er sich zudem für die Solidarność engagierte, wurde er bis Juli 1982 interniert. In den folgenden Jahren publizierte er Gedichte in Zeitschriften, die außerhalb der Zensur herausgegeben wurden, so in 1982 in Wezwanie, 1983 in Nowy Zapis, 1984 in Szkice, 1985 in Ogniwo, 1986 und 1987 in Arka sowie von 1982 bis 1989 im Tygodnik Powszechny, 1984 in Powściągliwość i Praca und von 1984 bis 1985 in der in London verlegten Quartalszeitschrift Puls. Daneben arbeitete er von 1983 bis 1990 als Chefredakteur der Zeitschrift Arka, deren Herausgeber er von 1983 bis 1997 war. Von 1990 bis 1996 war er Chefredakteur der Tageszeitung Czas Krakowski. 1992 war er kurzzeitig Pressesprecher des Kabinetts Jan Olszewski. Als Romanschriftsteller debütierte er 2013 mit Ślady krwi.
Er wohnt in Krakau.

## Publikationen

### Lyrik
- To nie jest poezja, 1980
- Oddychaj głęboko, 1981
- Ogień. Z notatek 1982–1983, 1983
- Wiatr i liście, 1984
- Wiersze. 1977–1984, 1986
- Drzewa. Wiersze 1983–1987, 1987
- Elegie z Tymowskich Gór i inne wiersze, 1990
- Życie jest prawdą, 2005
- Cantus, 2009
- Głosy, 2012
- Gorzka godzina, 2015
- Gdy Bóg się waha, 2017
- Pochód duchów, 2018
- Rozmowy z Różewiczem, 2018

### Prosa
- Ślady krwi. Przypadki Henryka Harsynowicza, 2013
- Polska, moja miłość, 2014

## Auszeichnungen und Nominierungen
- 1981: Solidarność-Kulturpreis
- 1982: Solidarność-Kulturpreis
- 1983: Solidarność-Kulturpreis
- 1983: Kościelski-Preis
- 1985: Maciej-Sęp-Szarzyński-Lyrikpreis
- 2008: Offizierskreuz Polonia Restituta
- 2010: Andrzej-Kijowski-Preis für Cantus
- 2013: Nominierung für den Wisława-Szymborska-Preis mit Głosy